# III Cuerpo Panzer
El III Cuerpo Panzer (III. PanzerKorps) fue un cuerpo en el ejército alemán durante la Segunda Guerra Mundial.

## Historia
III Cuerpo Panzer se formó el 21 de junio de 1942 de III Cuerpo de Ejército. El cuerpo de tanques fue unido ahora al Grupo de Ejércitos A, la formación de la tarea de capturar el Cáucaso como parte de Fall Blau. Después del desastre de Stalingrado, el III Cuerpo Panzer tomó parte en la batalla de Jarkov, como parte del Grupo de Ejércitos Don al mando del Mariscal de campo Erich von Manstein.
El Cuerpo se adjuntó al 4.º Ejército Panzer del Coronel General Hermann Hoth en la Operación Zitadelle, y estaba muy involucrado en la lucha contra la retirada de Belgorod para el Dnieper. A principios de 1944, el cuerpo estaba involucrado en el alivio de las fuerzas atrapadas en la Batalla de la Bolsa de Korsun-Cherkasy. En marzo, el cuerpo, junto con el resto del 1.º Ejército Panzer del Coronel General Hans-Valentin Hube fue atrapado en la Bolsa Kamenets-Podolsky, y estuvo muy involucrado en la ruptura y escape.
Debido a las fuertes pérdidas, a partir de noviembre de 1944-enero de 1945, el cuerpo fue redesignado como Grupo Breith (después de su comandante, el General de Tropas Panzer Hermann Breith).
Al final del año, III Cuerpo Panzer participan en la Operación Konrad, los intentos fallidos de levantar el asedio de Budapest. El cuerpo entonces participó en la Operación Spring Awakening en Hungría. Tras el fracaso de la operación, el cuerpo de nuevo a cabo con una retirada que luchaba a través de Austria, rindiéndose a los americanos el 8 de mayo de 1945.

## Comandantes
- General de Tropas Panzer Leo Freiherr Geyr von Schweppenburg - (21 de junio de 1942-20 de julio de 1942)
- General de Caballería Eberhard von Mackensen - (20 de julio de 1942-21 de noviembre de 1942)
- SS-Gruppenführer Felix Steiner - (22 de noviembre de 1942-2 de enero de 1943)
- General de Tropas Panzer Hermann Breith - (3 de enero de 1943-20 de octubre de 1943)
- Teniente General Heinz Ziegler - (21 de octubre de 1943-26 de noviembre de 1943)
- General de Infantería Friedrich Schulz - (27 de noviembre de 1943-31 de diciembre de 1943)
- General de Tropas Panzer Hermann Breith - (1 de enero de 1944-31 de mayo de 1944)
- Teniente General Dietrich von Saucken - (31 de mayo de 1944-27 de junio de 1944)
- General de Tropas Panzer Hermann Breith - (28 de junio de 1944-8 de mayo de 1945)

## Orden de Batalla

### III Cuerpo Panzer, julio de 1943
Operación Ciudadela
- Cuerpo de Tropas (Estado Mayor del Cuerpo)
  - 3.º Comandante de Artillería
  - 43.º Batallón Panzer de Comunicaciones
  - 43.º Batallón de Cuerpo de Comunicaciones
  - 403.º Cuerpo de Tropas de Suministro
  - 403.ª Escuadra de Policía Militar
- unidades del Cuerpo adjunta
  - 228.ª Brigada de Cañón de Asalto
  - 393.ª Brigada de Cañón de Asalto
  - 905.ª Brigada de Cañón de Asalto
  - 503.º Batallón Pesado Panzer
- 6.ª División Panzer bajo el mayor general Walther von Hünersdorff
  - 11.º Regimiento Panzer (con 86 tanques)
  - 4.º Regimiento Panzergrenadier
  - 114.º Regimiento Panzergrenadier
  - 76.º Regimiento Panzer de Artillería
- 7.ª División Panzer bajo el teniente general Hans Freiherr von Funck
  - 25.º Regimiento Panzer (con 87 tanques)
  - 6.º Regimiento Panzergrenadier
  - 7.º Regimeinto Panzergrenadier
  - 78.º Regimiento Panzer de Artillería
- 19.ª División Panzer bajo el teniente general Gustav Schmidt
  - 27.º Regimiento Panzer (con 70 tanques)
  - 73.º Regimiento Panzergrenadier
  - 74.º Regimeinto Panzergrenadier
  - 19.º Regimiento Panzer de Artillería
- 168.ª División de Infantería bajo el mayor general Walter Chales de Beaulieu
  - 417.º Regimeinto de Infantería
  - 429.º Regimiento de Infantería
  - 442.º Regimiento de Infantería
  - 248.º Regimiento Panzer de Artillería

### III Cuerpo Panzer, marzo de 1944
Batalla de la Bolsa de Korsun-Cherkasy
- Estado Mayor del Cuerpo
  - 3.º Comandante de Artillería
  - 43.º Batallón de Cuerpo de Comunicaciones
  - 403.º Cuerpo de Tropas de Suministro
  - 403.ª Escuadra de Policía Militar
- 1.ª División Panzer
- 16.ª División Panzer
- 17.ª División Panzer
- 1.ª División Panzer Leibstandate SS Adolf Hitler
- 509.º Batallón Pesado Panzer

### III Cuerpo Panzer, marzo de 1945
Operación Spring Awakening
- Estado Mayor del Cuerpo
  - 3.º Comandante de Artillería
  - 43.º Batallón de Cuerpo de Comunicaciones
  - 403.º Cuerpo de Tropas de Suministro
  - 403.ª Escuadra de Policía Militar
  - 509.º Batallón Pesado Panzer
- 3.ª División Panzer
- 1.ª División Panzer
- 23.ª División Panzer

## Área de operaciones
- Frente Oriental, sector sur - (Junio de 1942 - Octubre de 1944)
- Hungría & Austria - (Octubre de 1944 - Mayo de 1945)

## Miembros notables
- Ernst Merk (beneficiario de la Cruz Alemana en oro y plata)
- Dietrich von Saucken (destinatario del titular alemán de la Cruz de Caballero con Hojas de Roble, Espadas y Diamantes)